# Peter Flinth

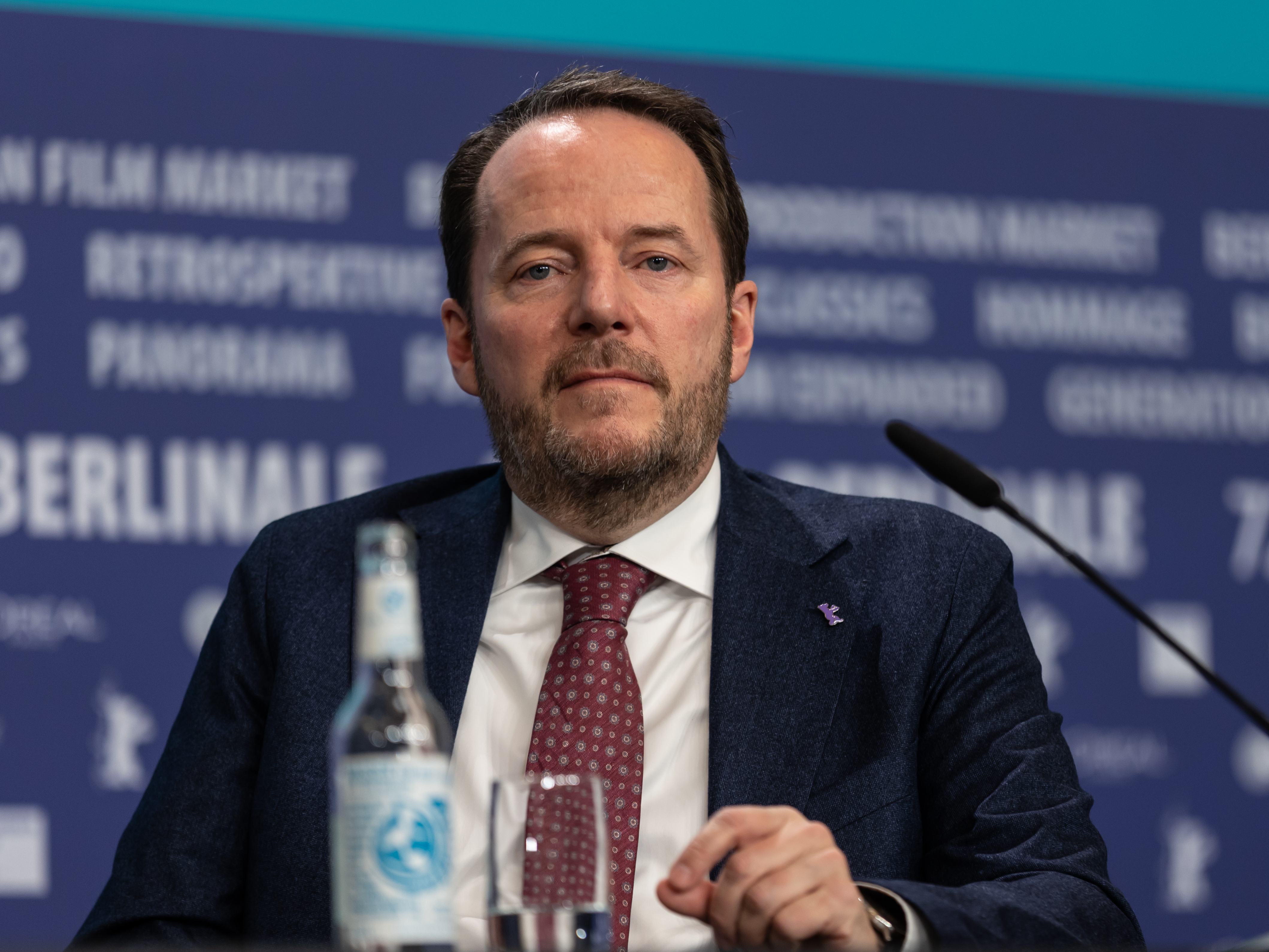
Peter Flinth bei der Vorstellung seines Films Against the Ice auf der Berlinale 2022

Peter Flinth (* 7. November 1964 in Kopenhagen) ist ein dänischer Regisseur.

## Leben
Peter Flinth arbeitete zunächst als Regieassistent bei einigen dänischen Spielfilmproduktionen. Die erste eigene Regiearbeit führte er dann bei einigen Werbespots und Musikvideos. Zudem war er der Regisseur bei einigen Fernsehproduktionen.
Der erste lange Kinofilm, bei dem Flinth Regie führte, war der Kinderfilm Das Auge des Adlers (1997). Es folgten die Film Olsenbande Junior (2001) und Der Fakir (2004).
Im Vor-/Abspann manchmal auch benannt als Peter Flint.

## Filmografie
- 1993: Den Sidste færge
- 1997: Das Auge des Adlers (Ørnens øje)
- 1999: The Other Side
- 2000: Unit One – Die Spezialisten (Rejseholdet) (Fernsehserie, 2 Folgen)
- 2001: Olsenbande Junior (Olsen Banden Junior)
- 2004: Der Fakir (Fakiren fra Bilbao)
- 2005: Mankells Wallander: Der unsichtbare Gegner (Fernsehreihe)
- 2007: Arn – Der Kreuzritter (Arn – Tempelriddaren)
- 2008: Arn – Riket vid vägens slut
- 2009: De vilde svaner
- 2012: Ein Fall für Annika Bengtzon – Nobels Testament (Nobels Testamente, Fernsehreihe)
- 2013: Ein Fall für Annika Bengtzon – Kalter Süden (En plats i solen)
- 2022: Against the Ice